# Uniwalent
Uniwealent – chromosom, który nie tworzy biwalentu w trakcie pierwszej profazy lub pierwszej metafazy mejozy, co może mieć kilka przyczyn:
- brak chromosomu homologicznego[1],
- przedwczesne rozłączenie się biwalentów[1],
- wpływ niektórych genów lub czynników środowiskowych (zewnętrznych)[1].

Uniwalent może zostać przetransportowany do jednego z dwóch biegunów wrzeciona kariokinetycznego lub jego chromatydy mogą zostać rozdzielone do dwóch biegunów. Czasami może on również ulec degeneracji.
Uniwalenty występują m.in. u mieszańców.